# Carlos Soares Garrit
Carlos Soares Garrit (4 december 1971) is een voormalig Braziliaans voetballer.

## Carrière
Carlos Soares Garrit speelde tussen 1992 en 1993 voor Kashima Antlers.

## Statistieken
| Japan   | Japan           | Japan       | League | League | Emperor's Cup | Emperor's Cup | J-League Cup | J-League Cup | Totaal | Totaal |
| Seizoen | Club            | League      | Wed.   | Goals  | Wed.          | Goals         | Wed.         | Goals        | Wed.   | Goals  |
| ------- | --------------- | ----------- | ------ | ------ | ------------- | ------------- | ------------ | ------------ | ------ | ------ |
| 1992    | Kashima Antlers | J. League 1 | -      | -      | 0             | 0             | 0            | 0            | 0      | 0      |
| 1993    | Kashima Antlers | J. League 1 | 11     | 3      | 0             | 0             | 3            | 1            | 14     | 4      |
| Totaal  | Totaal          | Totaal      | 11     | 3      | 0             | 0             | 3            | 1            | 14     | 4      |